# Brazil (Indiana)
Brazil è un comune (city) degli Stati Uniti d'America e capoluogo della contea di Clay nello Stato dell'Indiana. La popolazione era di 7 912 persone al censimento del 2010. Fa parte dell'area metropolitana di Terre Haute.

## Geografia fisica
Brazil è situata a 39°31′30″N 87°07′39″W (39.525030, -87.127380).
Secondo lo United States Census Bureau, ha un'area totale di 3,058 miglia quadrate (7,92 km²).

## Storia
Negli anni 1840, i proprietari della fattoria, che poi avrebbero dato origine alla città di Brazil, decisero di chiamare la fattoria così in onore della nazione del Brasile (Brazil in inglese), perché quella nazione era spesso menzionata nelle notizie dell'epoca. La città fu fondata nel 1866 con il nome di quella fattoria. A partire da ora, Brazil è una parte dell'area metropolitana di Terre Haute. La contea di Clay, che è stata costituita nel 1825, originariamente aveva Bowling Green come capoluogo; il capoluogo di contea fu trasferito a Brazil nel 1876, a seguito dello sviluppo incredibile della città.
Il Chafariz dos Contos (da "contos de réis", un'ex moneta brasiliana) è stata donata dalla nazione del Brasile come regalo alla città, come simbolo di amicizia, ed è stato assemblato a Forest Park nel 1956. Si tratta di una replica della fontana originale situata ad Ouro Preto, nello Stato del Minas Gerais, Brasile, costruita nel 1745.

## Società

### Evoluzione demografica
Secondo il censimento del 2010, c'erano 7 912 persone.

### Etnie e minoranze straniere
Secondo il censimento del 2010, la composizione etnica della città era formata dal 97,1% di bianchi, lo 0,6% di afroamericani, lo 0,1% di nativi americani, lo 0,5% di asiatici, lo 0,6% di altre etnie, e l'1,0% di due o più etnie. Ispanici o latinos di qualunque etnia erano l'1,6% della popolazione.